# Parc Natural de la Serra i de les Gorges de Guara
El Parque natural de la Sierra y los Cañones de Guara (en aragonès, Parque natural d'a Sierra y as Foces de Guara) és un parc natural de la província d'Osca (Aragó), en les comarques d'Alt Gàllego, Foia d'Osca, Sobrarb i Somontano de Barbastre. Comprèn els municipis d'Abiego, Adahuesca, L'Aïnsa, Alquézar, Arguis, Bárcabo, Bierge, Boltanya, Caldearenas, Casbas de Huesca, Colungo, Osca, Loporzano, Nueno i Sabiñánigo.
Amb 47.453 ha i una zona perifèrica de protecció que comprèn altres 33.286 ha, és l'espai natural més gran de la comunitat. La seva altitud oscil·la entre els 430 m en el riu Alcanadre i els 2.077 del pic de Guara.
La seva geologia propicia la pràctica del barranquisme i de l'escalada. Cal destacar-ne els barrancs del riu Belced, amb més de 20 km de longitud i desnivells superiors als 800 m, com també l'avenc de la Grallera Alta de Guara, amb 277 m de caiguda vertical.
El parc natural fou declarat com a tal el 27 de desembre de 1990 per la llei 14/1990 del Govern d'Aragó, amb el nom de Parque de la Sierra y Cañones de Guara. És també Lloc d'Importància Comunitària (LIC) i Zona d'especial protecció per a les aus (ZEPA).